# Internationaler Code der Nomenklatur für Algen, Pilze und Pflanzen
Der Internationale Code der Nomenklatur für Algen, Pilze und Pflanzen (ICNafp), englisch International Code of Nomenclature for algae, fungi, and plants, bis 2011 Internationaler Code der Botanischen Nomenklatur (ICBN), ist ein Grundsatz-, Regel- und Empfehlungswerk zur Verwendung nomenklatorischer Fachausdrücke, Rangstufenbezeichnungen und der wissenschaftlichen Namensgebung von Algen, Pilzen und Pflanzen. Ziel des ICNafp ist es, jedem betroffenen Taxon einen eindeutigen wissenschaftlichen Namen zu geben. Durch diese Eindeutigkeit wird die Verständigung über diese Lebewesen verbessert.
Der ICNafp ist unabhängig von anderen Nomenklaturcodes der Biologie, insbesondere den Internationalen Regeln für die Zoologische Nomenklatur (International Code of Zoological Nomenclature, ICZN). Für die lange Zeit unter den ICNafp fallenden Bakterien und Archaebakterien ist seit 1980 ein eigener Code gültig, der International Code of Nomenclature of Prokaryotes (ICNP, Internationaler Code der Nomenklatur der Prokaryoten). Bei Kulturpflanzen mit ihren vielen Sortennamen wird der ICNafp ergänzt durch den Internationalen Code der Nomenklatur der Kulturpflanzen (ICNCP).
Der ICNafp findet gleichermaßen Anwendung auf Namen von taxonomischen Gruppen, die als Algen, Pilze oder Pflanzen behandelt werden, unabhängig davon, ob diese Gruppen ursprünglich so behandelt wurden. Die Bestimmungen des ICNafp finden Anwendung auf alle Organismen, die traditionell als Algen, Pilze oder Pflanzen behandelt werden, unabhängig davon ob sie fossil oder nicht-fossil sind, einschließlich Blaualgen (Cyanobakterien), Töpfchenpilzen, Eipilzen, Schleimpilzen, photosynthetischen Protisten mit ihren taxonomisch verwandten, nicht photosynthetischen Gruppen (außer Microsporidia).

## Grundlagen
Die Regeln des Codes gelten rückwirkend bis zur Einführung der binären Nomenklatur durch Carl von Linné. Dies war am 1. Mai 1753 in den Species Plantarum der Fall und ist zentraler Ausgangspunkt für eine gültige Veröffentlichung eines Namens; zuvor vergebene Namen sind nicht gültig.
Für einige Organismengruppen gilt allerdings ein späteres „Startdatum“. Für die Laubmoose (ohne Torfmoose) gilt der 1. Januar 1801. Für Algen gilt zwar ebenfalls weitgehend der 1. Mai 1753, aber für die Nostocaceae homocysteae der 1. Januar 1892, für die Nostocaceae heterocysteae der 1. Januar 1886, für die Desmidiaceae der 1. Januar 1848 und die Oedogoniales der 1. Januar 1900. Fossile Organismen mit Ausnahme der Kieselalgen beginnen nomenklatorisch am 31. Dezember 1820. Außerdem ist das Startdatum für „supragenerische“ Taxonnamen – für Subtribus, Tribus, Familie und höher wie unter #Rangstufen – der Samen- und der Gefäßsporenpflanzen sowie der Torf-, der Leber- und der Hornmoose der 4. August 1789, das Erscheinungsdatum der Genera Plantarum von Antoine-Laurent de Jussieu.
Alle Namen müssen den jeweils im aktuellen Code festgelegten Regeln folgen. Der gültige wissenschaftliche Name eines Taxons beruht immer auf einer gedruckten Veröffentlichung – seit dem 1. Januar 2012 auch auf einer Veröffentlichung im World Wide Web im Portable-Document-Format mit ISSN oder ISBN –, in der diese Art beschrieben und benannt ist. Der Code legt die Bedingungen hierfür fest. Dazu gehört seit dem 1. Januar 1935, dass der Benennung eine lateinische Beschreibung oder Diagnose der Art beigefügt ist – seit dem 1. Januar 2012 genügt statt Latein auch Englisch.

### Artnamen
Wissenschaftliche Artnamen bestehen immer aus zwei Wörtern (binäre Kombination). Das erste Wort bezeichnet die Gattung, zu der die Art gehört. Die Weißtanne (Abies alba) gehört beispielsweise zur Gattung Abies (Tannen). Das zweite Wort (alba) wird als Art-Epitheton bezeichnet. Es dient dazu, die Art innerhalb der Gattung zu bezeichnen.
Sie sind in gedruckten Texten kursiv zu schreiben. Der Gattungsname ist immer groß zu schreiben, das Art-Epitheton immer klein. Das Art-Epitheton ist oft ein Eigenschaftswort, es richtet sich dann im Geschlecht nach dem Gattungsnamen, was an der Endung deutlich wird.

### Autorennamen
Der Autorenname wird oft abgekürzt. Eine Liste mit Standardabkürzungen (Brummitt & Powell: Authors of plant names, 1992) wird von der ICNafp selbst verwendet, ihr Gebrauch ist im ICNafp auch empfohlen. Eine Online-Quelle für diese Kürzel ist der International Plant Names Index (IPNI).

### Rangstufen
Unter dem Regelwerk der ICNafp sind die folgenden sieben Hauptrangstufen festgelegt:
Reich (lat. regnum)
Abteilung, oder Stamm (lat. divisio oder phylum)
Klasse (lat. classis)
Ordnung (lat. ordo)
Familie (lat. familia)
Gattung (lat. genus)
Art (lat. species)
Oft ist es jedoch wünschenswert, eine feinere Unterteilung vornehmen zu können. Zu diesem Zweck können die sieben Hauptränge bei Bedarf weiter in Nebenrangstufen gegliedert werden.
Familien können in Tribus  eingeteilt werden (man sagt eine Tribus, Femininum). Eine genaue deutsche Entsprechung zum Begriff Tribus existiert nicht. Gattungen können weiter in Sektionen (lat. sectio) und Serien (lat. series), Arten in Varietäten (varietas) und Formen (lat. forma) untergliedert sein. Aggregate (Abkürzung agg. = Sammelart, also eine Gruppe schwer zu unterscheidender Arten) und Artengruppen haben dagegen informellen Charakter und werden vom ICNafp nicht abgedeckt.
Zusätzlich kann jede dieser 12 Abstufungen nochmals unterteilt werden, falls das nötig sein sollte.
Im Lateinischen geschieht das durch das Präfix Sub- (also beispielsweise subregnum, subdivisio, subtribus, subspecies, subforma), was im Deutschen durch das Präfix Unter- ausgedrückt wird (Unterreich, Unterabteilung usw.).
Damit die Rangstufe nicht immer genannt werden muss, sind kennzeichnende Endungen für die Namen einiger Rangstufen vorgeschrieben.
- Reich: -ota
- Unterreich: -bionta
- Abteilung: -phyta (bei Pflanzen), -mycota (bei Pilzen)
- Unterabteilung: -phytina (bei Pflanzen), -mycotina (bei Pilzen)
- Klasse: -opsida (bei Pflanzen), -phyceae (bei Algen), -mycetes (bei Pilzen)
- Unterklasse: -idae (bei Pflanzen), -phycidae (bei Algen), -mycetidae (bei Pilzen)
- Ordnung: -ales
- Unterordnung: -ineae
- Familie: -aceae
- Unterfamilie: -oideae
- Tribus: -eae
- Subtribus: -inae

Daneben werden folgende Abkürzungen empfohlen:
- Klasse: cl.
- Ordnung: ord.
- Familie: fam.
- Tribus: tr.
- Gattung: gen.
- Sektion: sect.
- Serie: ser.
- Art: sp. (auch spec.), Mehrzahl: spp.
- Unterart: subsp. (früher: ssp.)
- Varietät: var.
- Form: f. (früher: fo.)

Hybriden werden mit dem Präfix notho (altgr. für „falsch“) gekennzeichnet: nothogenus (nothogen.), nothospecies (nothospec., nothosp.) usw. Der Rang selbst ändert sich dadurch nicht.

### Typus
Seit dem 1. Januar 1958 muss ein Typus-Exemplar bezeichnet werden, auf das die Beschreibung der Art gegründet ist. Ein Typus ist in der Botanik meist ein Exemplar, selten eine Abbildung. Der nomenklatorische Typus eines Namens ist von großer Bedeutung, da er den Namen fixiert, braucht dazu aber nicht der repräsentativste Bestandteil eines Taxons zu sein.
Wenn andere Botaniker ähnliche Pflanzen untersuchen, kann es notwendig sein, diese mit dem Typus zu vergleichen. Manchmal ist nur dadurch herauszufinden, ob die Pflanzen zur gleichen Art gehören oder nicht.
Wenn der Erstautor einer Art oder eines infraspezifischen Taxons seine Beschreibung nur auf ein einziges Exemplar gegründet hat, nennt man dieses Exemplar den Holotypus. Wenn der Erstautor mehrere Exemplare an einem Ort gesammelt und untersucht hat, kann er auch selbst eines davon zum Holotypus ernennen und die Duplikate als Isotypen. Wenn mehrere Exemplare von verschiedenen Orten herangezogen wurden, spricht man von Syntypen.
Falls der Holotypus verlorengeht oder vom Autor nicht festgelegt wurde, kann später aus den noch vorhandenen Isotypen oder Syntypen ein Lectotypus ausgewählt werden. Falls kein vom Autor vor seiner Veröffentlichung untersuchtes Originalmaterial existiert, kann es notwendig werden, ein neueres Exemplar, Neotypus genannt, festzulegen.

### Prioritätsregel
Wenn zwei Autoren dasselbe Taxon beschreiben und benennen, ist der – ab dem „Startdatum“ – zuerst veröffentlichte Name korrekt (Prioritätsprinzip). Bei Rangstufen oberhalb der Familie (sowie bei einer Unterfamilie) gilt der Grundsatz der Priorität allerdings nicht immer, da dort historisch gewachsene Namen vorliegen.
Beispiele für Namen solch höherer Ränge sind Plantae, Angiospermae und Monocotyledones; des Weiteren gilt dies für neun Namen von Familien (Leguminosae, Palmae, Umbelliferae, Gramineae, Cruciferae, Guttiferae, Labiatae, Compositae, Papilionaceae) und der Name einer Unterfamilie (Papilionoideae). In allen anderen Fällen ist für ein Taxon mit bestimmter Umgrenzung, Stellung und Rangstufe nur ein korrekter Name erlaubt.
Eine strenge Anwendung der Regel der Priorität hätte dazu geführt, dass man diese lang eingeführten Namen hätte ändern müssen. Deshalb hat man hier Ausnahmen zugelassen. Sie werden in einer besonderen Liste der Nomina conservanda im Anhang des Code geführt. Hier können auch weitere Ausnahmen neu hinzukommen. Sie müssen durch eine Abstimmung bei einem Internationalen Botaniker-Kongress genehmigt werden.

### Niedere Ränge
Bei Rangstufen unterhalb der Art ist der Name eine Kombination des Artnamens mit dem zusätzlichen Epitheton verbunden durch die Rangstufe. Beispielsweise heißt eine Varietät insanum von Solanum melongena: Solanum melongena var. insanum. Auch dabei richtet sich das Epitheton, wenn es ein Eigenschaftswort ist, im Geschlecht (wie beim Art-Epitheton) nach dem Gattungsnamen. Solche Namen haben also drei Teile. Das Art-Epitheton und die Rangstufe dürfen dabei – anders als in der zoologischen Nomenklatur – nicht weggelassen werden.

### Rangwechsel
Will man eine Pflanzensippe in ihrem Rang höher oder tiefer einstufen, als das bisher der Fall war, so muss man das als eine neue Namenskombination zusammen mit der neuen Rangstufe veröffentlichen. Dazu sollte man aber den zweiten Namen – das Epitheton – auch in der neuen Rangstufe verwenden, außer wenn das nicht möglich ist, nämlich weil es diese neue Namenskombination schon gibt. Der Autor des ursprünglichen Namens, des so genannten Basionyms, ist dann in Klammern dahinter anzugeben, er wird also beibehalten, zusätzlich folgt der Name dessen, der die neue Kombination durchgeführt hat. Dies gilt auch für den Fall, dass eine Art von einer Gattung in eine andere gestellt wird. Das ist anders als bei den Regeln für die Zoologie, dort steht nur der Klammerautor (= Basionym-Autor) ohne weitere Namen. Beispiel: Die Gemeine Fichte hieß bei Linné „Pinus abies L.“. Hermann Karsten hat die Art 1881 neu kombiniert: Er stellte sie in die Gattung Picea und übernahm dabei den hinteren Namensteil „abies“. Hieraus ergab sich „Picea abies (L.) H. Karst.“ als neuer botanischer Name.

## Prozedere
Trotz der erreichten Stabilität des Codes gibt es immer wieder neue Vorschläge zur Änderung und Verbesserung des ICNafp. Diese müssen dem Ständigen Nomenklatur-Komitee schriftlich vorgeschlagen werden. Hält das Komitee die Änderung mehrheitlich für richtig, so muss dem noch der Internationale Botanische Kongress zustimmen, der alle sechs (früher alle fünf) Jahre stattfindet.
Im Anschluss an den Kongress werden die Regelwerke dann unter dem jeweiligen Namen des Kongressortes veröffentlicht. So wird beispielsweise das Regelwerk des Kongresses 2005 in Wien kurz Vienna Code genannt, vorherige Codes Tokyo Code, St. Louis Code etc.

## Geschichte

### Historische Entwicklung
Im 19. Jahrhundert orientierten sich alle Biologen an einer gemeinsamen Nomenklatur. Diese war allerdings nicht in einem verbindlichen Regelwerk festgelegt, sondern beruhte auf den Empfehlungen aus den entsprechenden Schriften von Linné (darunter Systema Naturae) und dessen Nachfolgern wie zum Beispiel der Schrift Théorie élémentaire de la botanique von Augustin-Pyrame de Candolle. Aufgrund ihrer Unverbindlichkeit und Lückenhaftigkeit boten diese Empfehlungen jedoch Problemen und Widersprüchen zu viel Raum.
Die ersten Bemühungen um Nomenklaturcodes umfassten sowohl Pflanzen als auch Tiere. Der 1842 von der British Association for the Advancement of Science veröffentlichte, sogenannte Strickland Code war der erste Vorläufer der heutigen Codes. Dem Komitee, das ihn erarbeitete, gehörte Charles Darwin an. Dieser Code war noch sehr einfach und übersichtlich und zahlreiche seiner Regeln finden sich noch in den heutigen Codes. Zugleich stellte eine seiner Regeln aber auch den Anlass für die bis in die Gegenwart andauernde Spaltung zwischen Zoologen und Botanikern dar: Die Frage, ob als „Autor“ eines Taxons der Erstbeschreiber gelten solle oder der Bearbeiter, auf den die Platzierung in der entsprechenden Gattung zurückgehe.
Auf dem Internationalen Botanischen Kongress 1867 in Paris stellte dann der Schweizer Alphonse de Candolle ein aus 68 Regeln bestehendes erstes Regelwerk vor, das sich ausschließlich an Botaniker richtete und zum Ursprung des ICBN wurde. Jede einzelne der von ihm vorgeschlagenen Regeln wurde von einer Kommission noch einmal überarbeitet, vom Kongress diskutiert und abschließend in Kraft gesetzt oder zurückgewiesen. Das so entstandene Regelwerk war der erste botanische Nomenklatur-Code.
Dieses Regelwerk hielt mehrere Jahrzehnte lang, blieb aber zwischen Konservativen und Reformern umstritten. Der Code des Wiener Kongresses von 1905 war der erste richtige ICBN, löste aber wiederum neue Konflikte aus: Die neu eingeführte Regel, dass die Diagnosen neuer Taxa auf Latein verfasst sein mussten, um gültig zu sein, führte dazu, dass zahlreiche amerikanische Botaniker sich vom ICBN abwandten und sich über ein Vierteljahrhundert lang am American Code of Botanical Nomenclature des Botanikers Nathaniel Lord Britton orientierten.
Mit dem 1930 in England beschlossenen Cambridge Code kehrte nicht nur die amerikanische Botanik zum ICBN zurück, sondern es wurde auch ein Regelwerk beschlossen, das ohne große Modifikationen bis ins 21. Jahrhundert die Grundlage aller weiteren Codes darstellte.
Der 2011 in Australien beschlossene Melbourne Code erneuerte das Regelwerk vor allem hinsichtlich der Anforderungen an das 21. Jahrhundert. Der Titel des Codes wurde hier in International Code of Nomenclature for algae, fungi, and plants. geändert. Ab dem 1. Januar 2012 dürfen Erstbeschreibungen elektronisch publiziert werden und ihre Diagnosen alternativ auch auf Englisch statt auf Latein verfasst sein. Bei Pilzen wurde zum 1. Januar 2013 die separate Benennung von Anamorphe und Teleomorphe abgeschafft und in der Paläobotanik das Konzept der Morphotaxa.

### Übersicht über die bisherigen Codes
| Kongressort | Kongressjahr | Offizielle Ausgabe | Bemerkung                                  |
| ----------- | ------------ | ------------------ | ------------------------------------------ |
| Paris       | 1867         | 1867               |                                            |
| Wien        | 1905         | 1906               |                                            |
| Brüssel     | 1910         | 1912               |                                            |
| Cambridge   | 1930         | 1935               | Inoffizielle Ausgabe 1934                  |
| Amsterdam   | 1935         | 1947               |                                            |
| Amsterdam   | 1935         | 1950               |                                            |
| Stockholm   | 1950         | 1952               |                                            |
| Paris       | 1954         | 1956               | mit deutschem Textteil                     |
| Montreal    | 1959         | 1961               |                                            |
| Edinburgh   | 1964         | 1966               |                                            |
| Seattle     | 1969         | 1972               |                                            |
| Leningrad   | 1975         | 1978               |                                            |
| Sydney      | 1981         | 1983               |                                            |
| Berlin      | 1987         | 1988               | Weitere Ausgaben: 1988 (frz.) / 1989 (dt.) |
| Tokio       | 1993         | 1994               | Weitere Ausgaben: 1995 (dt.) / 1996 (frz.) |
| St. Louis   | 1999         | 2000               |                                            |
| Wien        | 2005         | 2006               |                                            |
| Melbourne   | 2011         | 2012               |                                            |
| Shenzhen    | 2017         | 2018               |                                            |
| Madrid      | 2024         | 2025 (geplant)     |                                            |